# 羅姆河

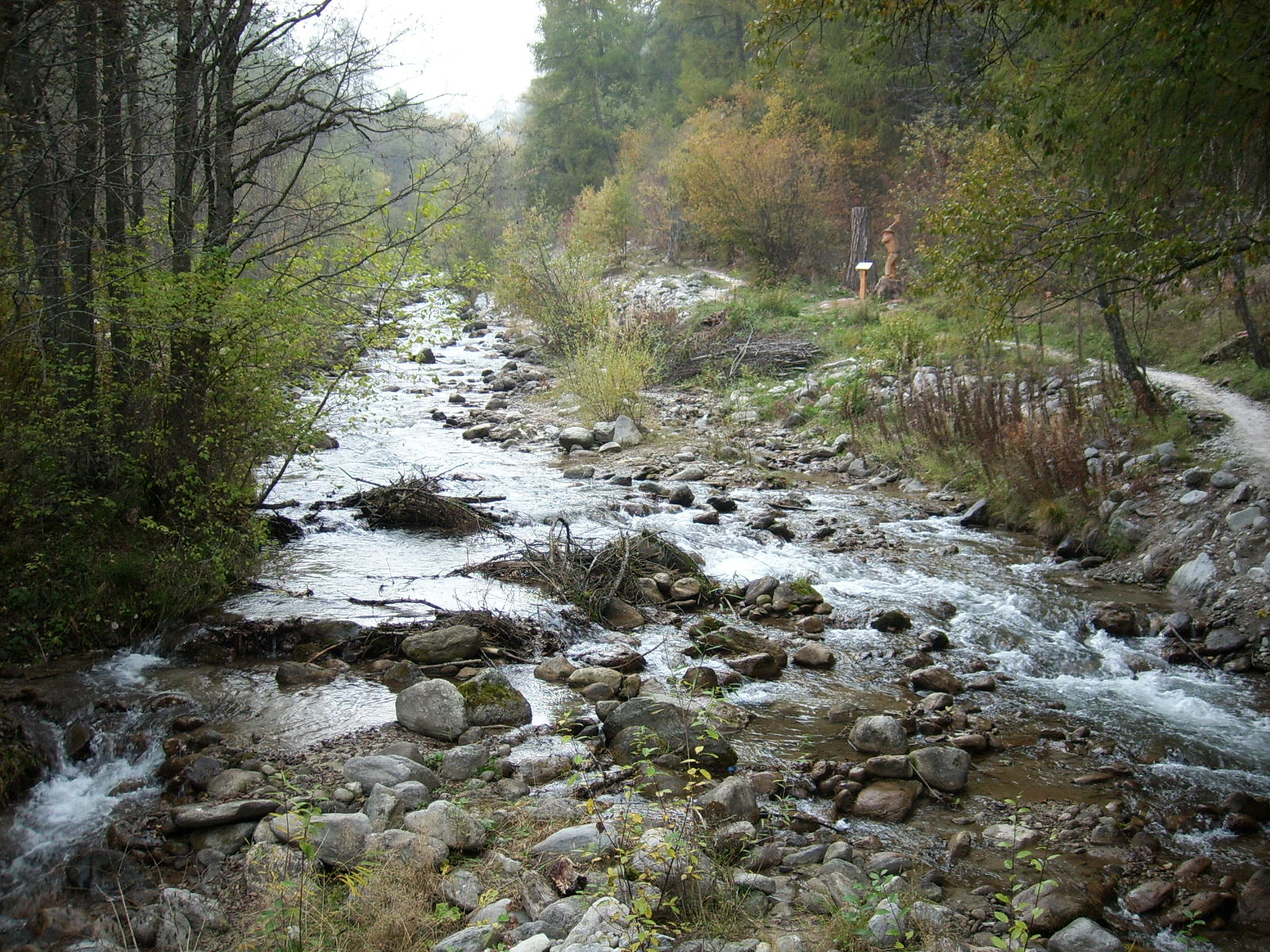

羅姆河是歐洲的河流，屬於阿迪傑河的支流，流經瑞士和意大利，河道全長24.7公里，流域面積189平方公里，發源自利維尼奧阿爾卑斯山脈，河口處在格洛倫扎附近。

## 外部連結
- Hydrological data of Rom （页面存档备份，存于） at Müstair - real time and historical data: waterlevel, discharge, temperature
- Rio Ram: Descrizione geomorfologica （页面存档备份，存于） （意大利文）
- Rambach: Geomorphologische Beschreibung （页面存档备份，存于） （德文）